# Komitet Wojskowy (1814–1815)
Komitet Wojskowy – organizacja ustanowiona przez cara Aleksandra I, mająca na celu reformę Armii Księstwa Warszawskiego w Armię Królestwa Kongresowego.
15 maja 1814 ustanowił Aleksander Komitet Wojskowy pod przewodnictwem Wielkiego Księcia, powołując do niego generałów: Dąbrowskiego, Wielhorskiego, Zajączka, Sierakowskiego, Woyczyńskiego, Kniaziewicza, Sułkowskiego i Paszkowskiego. Komitet rozpoczął w Warszawie swe czynności 27 września 1814 roku. W styczniu 1815 roku Komitet ustalił organizację wojska i wydał patenty oficerskie.
Komitet wojskowy miał kierować całą formacją wojska polskiego. Instrukcja postawiła go wprawdzie w ścisłej zależności od W. Księcia: bez jego aprobaty nie wolno było czynić żadnych postanowień, jemu co tydzień należało przedkładać sprawozdanie z czynności, on wreszcie miał rozstrzygać wszystkie sprawy sporne; poza tym jednak Komitet miał — teoretycznie przynajmniej — dość dużo swobody ruchów: wolno mu było dobierać sobie do pomocy osoby cywilne i wojskowe, tworzyć podkomisje.
Komitet wojskowy miał poza tym zbadać stany służby wszystkich oficerów, przedstawić cesarzowi do zatwierdzenia kandydatów na generałów i pułkowników, wybierając ich większością głosów. Komendantom pułków pozwolono — w dowód specjalnego zaufania — proponować kandydatów na wszystkie stopnie oficerskie. Komitet winien był wreszcie opracować system i sposoby dyslokacji wojska i jego pomieszczenia, żywienia, furażowania, wypłaty żołdu, rachunkowości i przygotować projekt organizacji ministerium wojny.
Zasadniczą dyrektywą dla jego prac było polecenie cara, aby w swoich projektach, czy to zaciągu do wojska, czy zorganizowania milicji, „dobrze skombinowanej z wojskami czynnymi”, czy wreszcie ułożenia wojskowego kodeksu karnego, Komitet liczył się z duchem i charakterem narodu«, uwzględniał „warunki miejscowe i krajowe zasoby”. W zakończeniu instrukcji dla Komitetu wojskowego umieścił on następujący ustęp: »Cesarz schlebia sobie, że Polacy w zamian za dobrodziejstwa, które im świadczy, przysięgli mu przywiązanie, wierność bez granic i uległość, która ich podnosi, ponieważ wdzięczność i honor jest dla nich prawem".

## Czytaj też
- Jadwiga Nadzieja (1988). Od Jakobina do księcia namiestnika. Wydawnictwo "Śląsk". ISBN 978-83-216-0682-8, s. 225-227